# Кошикороб широкохвостий
Кошикороб широкохвостий (Thripophaga macroura) — вид горобцеподібних птахів родини горнерових (Furnariidae). Ендемік Бразилії.

## Опис
Довжина птаха становить 18 см. Верхня частина тіла рудувато-коричнева, крила рудувато-каштанові, хвіст широкий, контрастно яскраво-коричневий. Верхня частина голови і спина поцятковані охристими смужками. Над очима нечіткі білувато-охристі "брови". Нижня частина тіла коричнева, поцяткована вузькими білими смужками. На горлі оранжева пляма.

## Поширення і екологія
Широкохвості коширокороби мешкають на південно-східному узбережжі Бразилії, від Салвадора в штаті Баїя через східний Мінас-Жерайс до Еспіріту-Санту і півночі штату Ріо-де-Жанейро. Вони живуть в нижньому і середньому ярусі вологих атлантичних лісів і на узліссях. Зустрічаються на висоті до 1000 м над рівнем моря, в густих заростях, серед ліан. Живляться безхребетними.

## Збереження
МСОП класифікує цей вид як вразливий. За оцінками дослідників, популяція широкохвостих коширокоробів становить від 2500 до 10000 птахів. Їм загрожує знищення природного середовища.